# کاروی کورودی
کاروی کورودی (مجاری: Károly Kóródy; ۸ فوریهٔ ۱۸۸۷ – ۸ ژوئن ۱۹۱۷) بازیکن فوتبال اهل مجارستان بود.
از باشگاه‌هایی که در آن بازی کرده‌است می‌توان به باشگاه فوتبال فرنتس‌واروش اشاره کرد.
وی همچنین در تیم ملی فوتبال مجارستان بازی کرده‌است.